# Lumefantrin
Lumefantrin ist eine chemische Verbindung, die toxisch auf Plasmodien wirkt. Sie wird als Arzneistoff in fixer Kombination mit Artemether zur Behandlung der durch Plasmodium falciparum verursachten Malaria eingesetzt.

## Pharmakologische Eigenschaften
Lumefantrin interferiert vermutlich in den Plasmodien mit dem Abbau des für die Parasiten toxischen Haemins zu Hämozoin. Die Resorption des lipidlöslichen Stoffes wird bei oraler Gabe durch eine möglichst fettreiche Mahlzeit sehr erleichtert. Lumefantrin hat eine Halbwertszeit von vier bis sechs Tagen. Lumefantrin wird in der Leber durch das Enzym Cytochrom P450 3A4 metabolisiert.

## Präparate und Verwendung
Lumefantrin wird ausschließlich als Kombinationspräparat zur Therapie der Malaria eingesetzt. Monopräparate von Lumefantrin sind weltweit nicht zugelassen.
Der Schwerpunkt für die Anwendung von Artemether-Lumefantrin-Kombinationspräparaten ist die Behandlung der unkomplizierten Malaria tropica, insbesondere bei Plasmodien, die gegen andere Arzneistoffe wie Chloroquin resistent sind.

## Stereoisomerie
Neben einer (Z)-konfigurierten Doppelbindung besitzt Lumefantrin ferner ein chirales Zentrum, dessen Konfiguration nicht festgelegt ist. Als Arzneistoff wird das Racemat (1:1-Gemisch der Enantiomere) eingesetzt.

## Handelsnamen
- in fixer Kombination (Lumefantrin 120 mg mit Artemether 20 mg) als Riamet u. a. in D, A, CH, GB, F, S, NL und als Coartem u. a. in USA, ZA